# Paul August Tichelaar
Paul August Tichelaar (Ootmarsum, 2 juni 1861 - Leiden, 6 oktober 1913) was een Nederlands rechtsgeleerde. Hij was als hoogleraar verbonden aan de Universiteit Leiden.

## Biografie
Paul August Tichelaar werd in 1861 geboren in Ootmarsum als zoon van de oud-kapitein in het Indische Leger J.J. Tichelaar. Hij volgde zijn opleiding aan het gymnasium in Utrecht en in 1880 volgde zijn inschrijving aan de Universiteit Utrecht. In 1883 schreef de Universiteit van Amsterdam een prijsvraag uit over het begrip en de toepassing van culpa lata binnen het Romeins recht. Tichelaar ontving voor zijn inzending de eerste prijs. Later werkte hij deze inzending om tot een proefschrift getiteld Begrip en toepassing der Culpa lata in het Romeinsche recht waarop hij in 1885 promoveerde. Na zijn wetenschappelijke promotie werd hij benoemd tot substituut-griffier aan de arrondissementsrechtbank in Amsterdam.
In 1894 werd hem door de Universiteit Leiden gevraagd om als lector "Het Romeinsch Recht en zijn Geschiedenis" tijdelijk de hoogleraar Hendrik Lodewijk Drucker te vervangen. In die hoedanigheid hield hij de openbare les de beteekenis van het Romeinsche recht voor wetenschap en onderwijs. Toen bekend werd dat Hendrik Lodewijk Drucker in 1897 met emeritaat ging werd Tichelaar aangesteld als gewoon lector. Datzelfde jaar nog werd hij benoemd tot hoogleraar Romeins recht. Zijn oratie was getiteld het Romeinsche recht en de historische school. Tijdens deze reden sprak hij over de overeenkomsten tussen de Romeinse rechtsinstellingen met die van het oude Griekenland en het oude oude Hindostan. Ook sprak hij over de beïnvloeding van het Romeins recht gedurende verschillende tijdsperioden in Griekenland.
Op 6 oktober 1913 overleed hij in Leiden als gevolg van ziekte; als hoogleraar werd hij opgevolgd door Adam van Kan.

## Publicaties (selectie)
- Begrip en toepassing der culpa lata in het Romeinsche recht. Proefschrift. Utrecht 1885
- Aansprakelijkheid des vrachtvervoerders. Themis. 1889
- Art. 1 der wet van 9 April 1875 tot regeling van den dienst en het gebruik der spoorwegen. 1891
- De eed der partijen in het privaatrecht. 1893
- De beteekenis van het Romeinsche recht voor wetenschap en onderwijs. 1894
- Het Romeinsche recht en de historische school. 1897
- Eenige opmerkingen over het wetsontwerp betreffende den rechtstoestand der buitenechtelijke kinderen. 1899
- Nog een woord over het wetsontwerp betr. den rechtstoestand der buitenechtelijke kinderen. 1900